# Gora Stepanova
Gora Stepanova (englische Transkription von russisch Гора Степанова Gora Stepanowa) ist ein Nunatak der Prince Charles Mountains im ostantarktischen Mac-Robertson-Land. Er ragt unmittelbar südlich des Geysen-Gletschers auf.
Russische Wissenschaftler benannten ihn. Der Namensgeber ist nicht überliefert.